# Piero Soderini

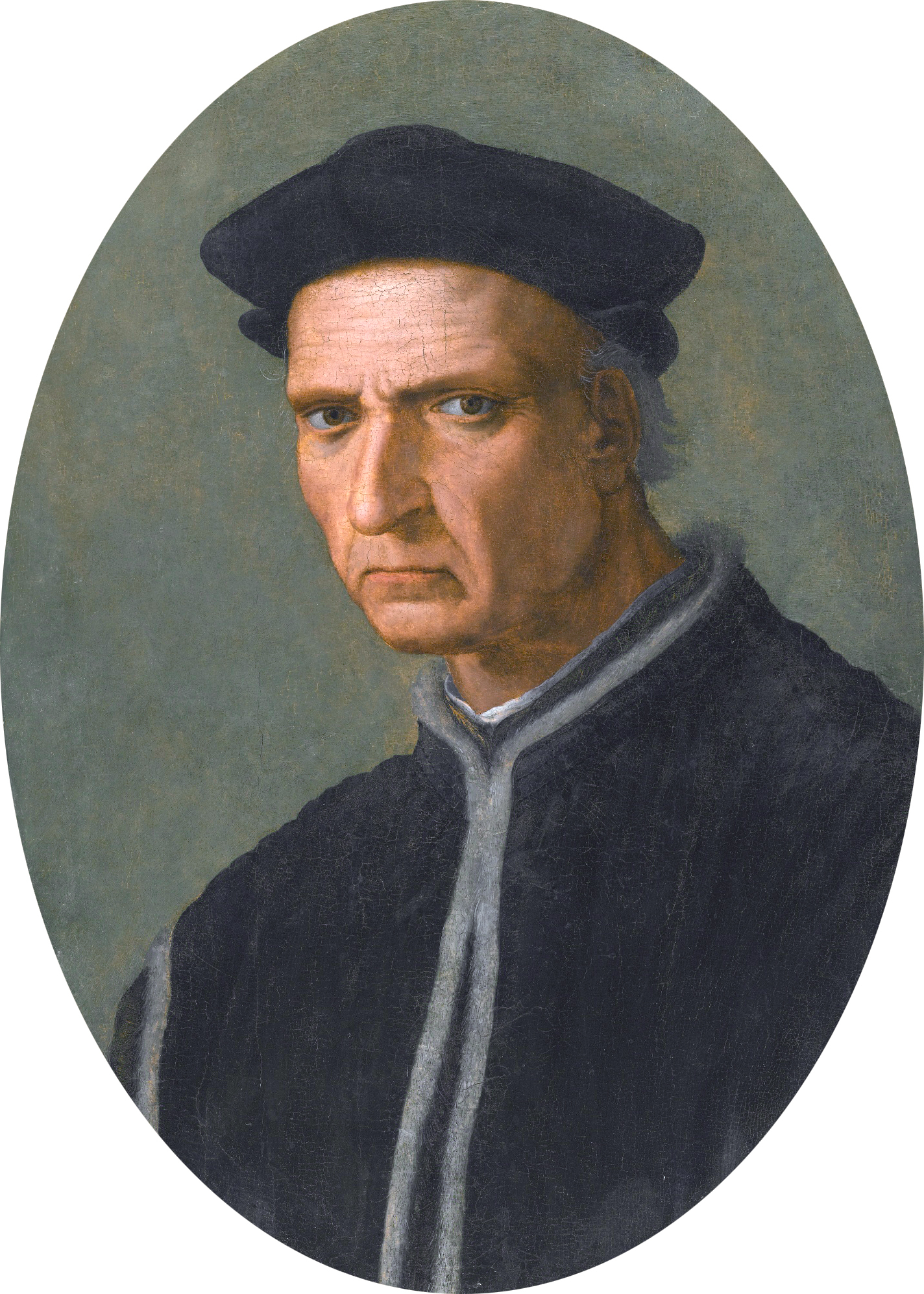
Vermoedelijk portret van Piero Soderini toegeschreven aan Ridolfo del Ghirlandaio

Piero di Tommaso Soderini (Florence, 18 mei 1452 – Rome, 13 juni 1522) was de belangrijkste politicus van de Florentijnse Republiek. Hij was gonfaloniere van 1502 tot 1512.

## Eerste politieke functies
Soderini kwam uit een oud Florentijns geslacht van dokters dat veel politici geleverd heeft aan de stad. Zijn vermogende familie steunde de idee van vrije regeringsvorming. In 1481 was hij prior van Florence (minister). Als favoriet van Piero de' Medici vervulde hij in 1493 de rol van Florentijns ambassadeur bij de Franse koning Karel VIII.

## Gonfaloniere van de Florentijnse Republiek
Tijdens de Franse veldtocht naar Napels moesten de Medici in 1494 plaatsmaken voor de Florentijnse Republiek. De dominicaanse monnik Girolamo Savonarola stuurde de republiek in de richting van een theocratie, maar na zijn terechtstelling in 1498 werd het bestuur uit de handen van de religieuzen gehaald. Piero Soderini werd gonfaloniere della giustizia (president). Eerst was de gonfaloniere nog een mandaat van korte termijn, maar om meer stabiliteit te geven aan de republikeinse instellingen werd zijn aanstelling in 1502 na een grondwetswijziging verruimd tot gonfaloniere voor het leven.
Soderini stond bekend als een integere en wijze politicus die bestuurde in het belang van iedereen. Hij behoorde nooit tot een politieke partij, stond tussen de concurrerende partijen Optimates en Populares en bewandelde de weg van het compromis. Hij wilde orde scheppen in de financiële chaos van zijn republiek, maar de Grote Raad wees alle nieuwe belastingen van de hand. Hij koos altijd partij voor zijn bondgenoot Frankrijk, richtte in 1506 de Florentijnse Militie op om niet langer afhankelijk te zijn van huurlingen, en nam na een lange oorlog Pisa in 1509. 
Als gonfaloniere had Soderini een bijna vriendschappelijk band met zijn secretaris Niccolò Machiavelli. Machiavelli was in tal van kwesties de enige raadsman voor de vaak radeloze gonfaloniere. Soderini was ook bevriend met ontdekkingsreiziger Amerigo Vespucci.
Toch had hij niet de kwaliteiten van een grote staatsman. Hij toonde zich vaak onzeker en maakte zware fouten. Tijdens de Oorlog van de Liga van Kamerijk stemde hij er bijvoorbeeld in de herfst van 1511 mee in het Concilie van Pisa te houden op het grondgebied van de Florentijnse Republiek. Dit tegenconcilie was bijeengeroepen door de Franse koning Lodewijk XII om paus Julius II af te zetten. De paus vormde een Heilige Liga tegen de Fransen, joeg ze uit Italië en bracht de Florentijnse Republiek ten val in 1512. De overwinning op de Florentijnen werd behaald bij Prato onder leiding van Ramón Folch van Cardona en bracht de Medici terug aan de macht.

## Verbanning
Op 31 augustus 1512 vertrok Soderini in ballingschap naar de omgeving van Dubrovnik. De nieuwe paus Leo X, uit het geslacht De' Medici, haalde Soderini in 1513 naar Rome terug en kende veel gunsten toe aan zijn vroegere vijand. Soderini bleef in Rome, zette zich in voor Florence, maar mocht nooit terugkeren.
- Bibliothèque nationale de France: cb12045208s (data)
- Gemeinsame Normdatei: 129070912
- International Standard Name Identifier: 0000 0001 2140 6788
- Library of Congress Control Number: n84183374
- Nationale bibliotheek van Australië: 41739487
- Nationale Bibliotheek van Israël: 987007454013605171
- Nationale en Universitaire bibliotheek Zagreb: 000055146
- Nederlandse Thesaurus van Auteursnamen: 136917275
- Système universitaire de documentation: 028662865
- Trove: 1455923
- Union List of Artist Names: 500326190
- Virtual International Authority File: 77725108
- WorldCat: E39PBJdRwRpWJbfF4CDc6hjjYP